# Monophyllaea ramosa
Monophyllaea ramosa är en tvåhjärtbladig växtart som beskrevs av Brian Laurence Burtt. Monophyllaea ramosa ingår i släktet Monophyllaea och familjen Gesneriaceae. Inga underarter finns listade i Catalogue of Life.